# Eurovisiesongfestival 2023
Het Eurovisiesongfestival 2023 werd voor Zweden gewonnen door zangeres Loreen met het lied Tattoo. Aan de 67ste editie van deze landenwedstrijd namen 36 actieve leden van de Europese Radio-unie (EBU) deel, plus Australië.
Aanvankelijk was het de bedoeling dat Oekraïne als winnaar van de vorige editie het festival zou organiseren, maar vanwege de aanhoudende oorlog in dat land besloot de organiserende EBU een ander gastland te zoeken. Uiteindelijk werd het Verenigd Koninkrijk uitgekozen, dat in 2022 tweede werd. Als gaststad werd Liverpool aangewezen.

## Selectie gastland
De EBU drukte daags na het Eurovisiesongfestival van 2022 de intentie uit samen met de Oekraïense omroep Soespilne het festival te organiseren. Soespilne diende dan wel aan alle voorwaarden te voldoen. De president van Oekraïne, Volodymyr Zelensky, sprak zijn wens uit om het te organiseren in Marioepol, een stad die volledig verwoest was door de oorlog.
Op 10 juni 2022 bracht Taras Melnitsjoek namens de Oekraïense regering naar buiten dat het organisatiecomité was opgericht voor de voorbereiding en het houden van het Eurovisiesongfestival in Oekraïne in 2023. Zeven dagen later liet de EBU weten definitief af te zien van het houden van het Eurovisiesongfestival 2023 in Oekraïne. Als reden werd de aanhoudende oorlog met Rusland genoemd, waardoor er geen garantie kon worden gegeven voor de veiligheid van deelnemers, publiek en medewerkers. Aangezien het Verenigd Koninkrijk als tweede eindigde op het Eurovisiesongfestival 2022 werden met de Britse omroep BBC onderhandelingen gestart over het organiseren van het Eurovisiesongfestival 2023.
Oekraïne bleef echter bij de wens het festijn te organiseren en eiste onmiddellijk na de bekendmaking van de EBU dat daar opnieuw over onderhandeld zou worden. Op 25 juli berichtte de EBU dat het Verenigd Koninkrijk uitverkozen was als gastland voor de editie van 2023. Op 6 oktober 2022 werd Liverpool verkozen tot gaststad.
Het kwam meerdere keren voor dat het winnende land het festival niet kon organiseren. Dit gebeurde al met de winnaars van 1956, 1959, 1962, 1971, 1973 en 1979.

## Gaststad

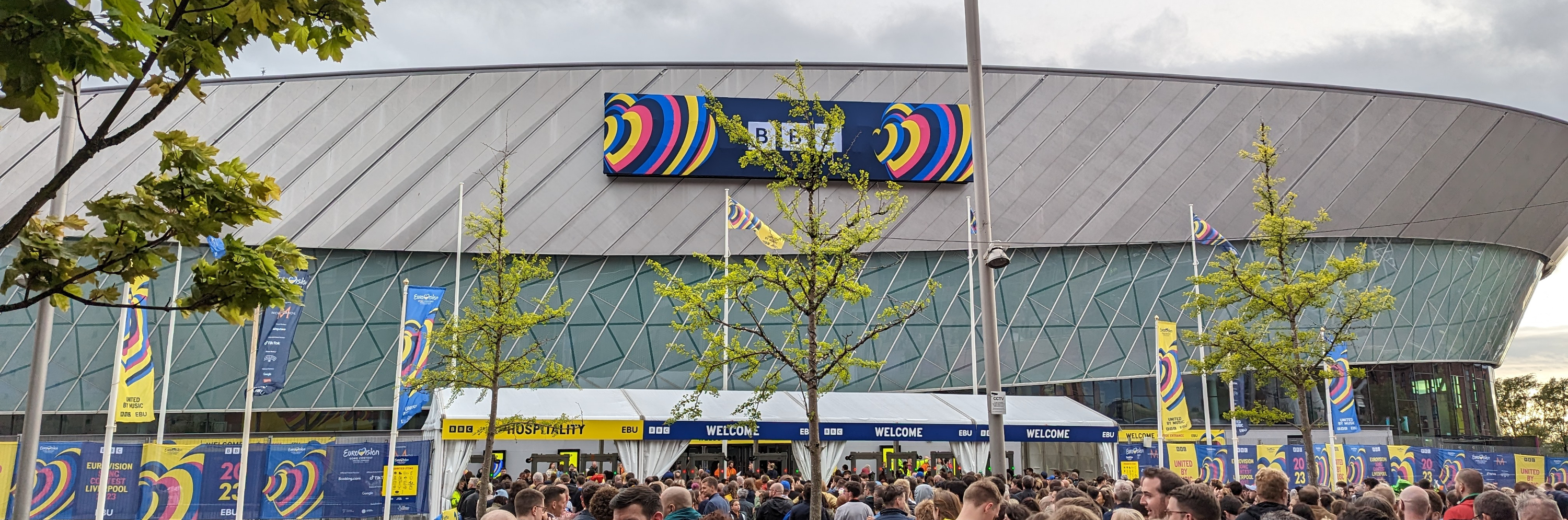
De M&S Bank Arena tijdens het Eurovisiesongfestival 2023

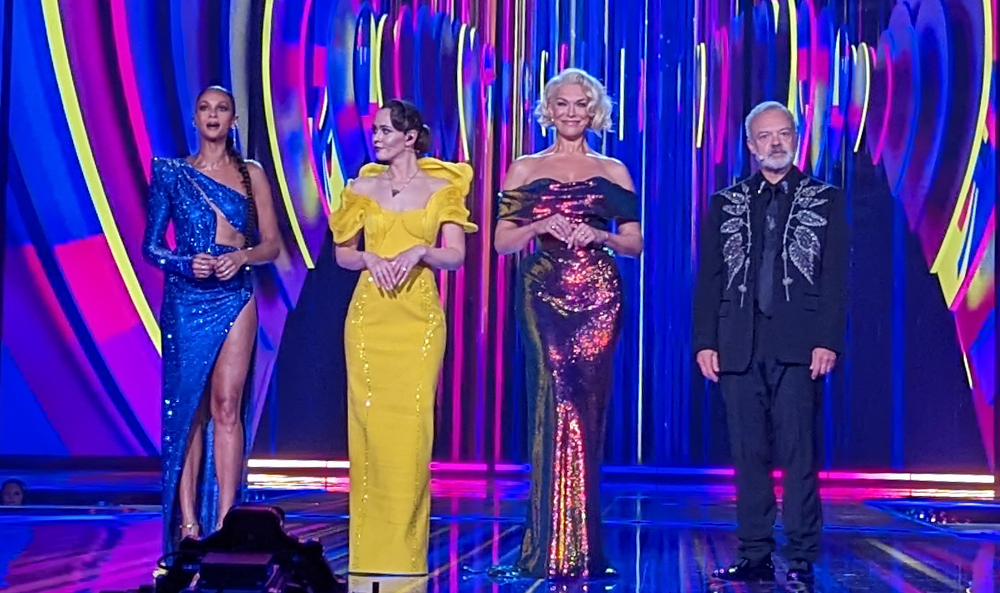
De presentatoren tijdens de finale

Het evenement zelf vond plaats in de M&S Bank Arena in Liverpool, waar tijdens het evenement plek was voor zo’n 6000 toeschouwers. Het ontwerp voor de aankleding van het podium was van de hand van Julio Himede.
Het Eurovisiedorp verrees op Pier Head in het Maritieme handelsstad Liverpool-gebied, waar zo’n 25.000 mensen het Eurovisiesongfestival op grote tv-schermen konden volgen. Voor het eerst was het Eurovisiedorp niet gratis toegankelijk; op de finale-avond werd er vijftien Britse pond entree geheven.

## Formule
Net zoals in voorgaande jaren waren er voorafgaand aan de finale twee halve finales. Uit elke halve finale kwalificeerden tien landen zich voor de finale. Traditiegetrouw vonden de halve finales plaats op de dinsdag en donderdag, voorafgaand aan de finale die traditioneel op de daaropvolgende zaterdag werd gehouden.
Een wijziging ten opzichte van voorgaande jaren was de stemprocedure in de halve finales. Vanaf dit jaar werden daar de punten volledig middels televoting door het grote publiek toegekend. De vakjury's werden pas in de finale ingeschakeld en gaven daar, als voorheen, de helft van de punten. Het publiek thuis en in de zaal kon stemmen via de app, telefoon of sms. Nieuw was ook dat televoters uit niet-deelnemende landen konden stemmen. Zij verdeelden samen één set aan punten.
De zogenoemde "Grote Vijf", bestaande uit Duitsland, Frankrijk, Italië, Spanje en het Verenigd Koninkrijk, plaatsten zich rechtstreeks voor de finale. Daarnaast kreeg ook uittredend winnaar Oekraïne een automatische plaats in de finale.

### Loting halve finales
Op 31 januari 2023 vond de loting voor de indeling van de halve finales plaats in de St George's Hall te Liverpool. Ze werd uitgevoerd door Onatejiro Odudu en Rylan Clark. Landen die in het verleden vaak op elkaar stemden, werden in dezelfde pot geplaatst. Uit elke pot gingen drie landen naar de eerste halve finale op 9 mei en de rest naar de tweede halve finale op 11 mei. Ook werd bepaald in welke helft van de halve finale elk land zou optreden en in welke halve finale elk van de zes rechtstreeks gekwalificeerde landen zou stemmen. De definitieve startvolgorde van de drie shows werd niet geloot, maar aan de producent overgelaten.
| Pot 1                                                              | Pot 2                                                                       | Pot 3                                                            | Pot 4                                                            | Pot 5                                                         |
| ------------------------------------------------------------------ | --------------------------------------------------------------------------- | ---------------------------------------------------------------- | ---------------------------------------------------------------- | ------------------------------------------------------------- |
| - Albanië - Kroatië - Oostenrijk - Servië - Slovenië - Zwitserland | - Australië - Denemarken - Estland - Finland - IJsland - Noorwegen - Zweden | - Armenië - Azerbeidzjan - Georgië - Israël - Letland - Litouwen | - Cyprus - Griekenland - Ierland - Malta - Portugal - San Marino | - België - Moldavië - Nederland - Polen - Roemenië - Tsjechië |

## Uitslagen

### Eerste halve finale
Duitsland, Frankrijk en Italië stemden mee in deze halve finale.
| Plaats | Land         | Artiest                   | Lied                  | Taal               | Punten |
| ------ | ------------ | ------------------------- | --------------------- | ------------------ | ------ |
| 1      | Finland      | Käärijä                   | Cha cha cha           | Fins               | 177    |
| 2      | Zweden       | Loreen                    | Tattoo                | Engels             | 135    |
| 3      | Israël       | Noa Kirel                 | Unicorn               | Engels             | 127    |
| 4      | Tsjechië     | Vesna                     | My sister's crown     | Viertalig          | 110    |
| 5      | Moldavië     | Pasha Parfeny             | Soarele şi luna       | Roemeens           | 109    |
| 6      | Noorwegen    | Alessandra                | Queen of kings        | Engels             | 102    |
| 7      | Zwitserland  | Remo Forrer               | Watergun              | Engels             | 97     |
| 8      | Kroatië      | Let 3                     | Mama ŠČ!              | Kroatisch          | 76     |
| 9      | Portugal     | Mimicat                   | Ai coração            | Portugees          | 74     |
| 10     | Servië       | Luke Black                | Samo mi se spava      | Servisch en Engels | 37     |
| 11     | Letland      | Sudden Lights             | Aijā                  | Engels en Lets     | 34     |
| 12     | Ierland      | Wild Youth                | We are one            | Engels             | 10     |
| 13     | Nederland    | Mia Nicolai & Dion Cooper | Burning daylight      | Engels             | 7      |
| 14     | Azerbeidzjan | TuralTuranX               | Tell me more          | Engels             | 4      |
| 15     | Malta        | The Busker                | Dance (our own party) | Engels             | 3      |

 Gekwalificeerd voor de finale

### Tweede halve finale
Oekraïne, Spanje en het Verenigd Koninkrijk stemden mee in deze halve finale.
| Plaats | Land        | Artiest                   | Lied                   | Taal               | Punten |
| ------ | ----------- | ------------------------- | ---------------------- | ------------------ | ------ |
| 1      | Australië   | Voyager                   | Promise                | Engels             | 149    |
| 2      | Oostenrijk  | Teya & Salena             | Who the hell is Edgar? | Engels             | 137    |
| 3      | Polen       | Blanka                    | Solo                   | Engels             | 124    |
| 4      | Litouwen    | Monika Linkytė            | Stay                   | Engels en Litouws  | 110    |
| 5      | Slovenië    | Joker Out                 | Carpe diem             | Sloveens           | 103    |
| 6      | Armenië     | Brunette                  | Future lover           | Engels en Armeens  | 99     |
| 7      | Cyprus      | Andrew Lambrou            | Break a broken heart   | Engels             | 94     |
| 8      | België      | Gustaph                   | Because of you         | Engels             | 90     |
| 9      | Albanië     | Albina & Familja Kelmendi | Duje                   | Albanees           | 83     |
| 10     | Estland     | Alika                     | Bridges                | Engels             | 74     |
| 11     | IJsland     | Diljá                     | Power                  | Engels             | 44     |
| 12     | Georgië     | Iru Chetsjanovi           | Echo                   | Engels             | 33     |
| 13     | Griekenland | Victor Vernicos           | What they say          | Engels             | 14     |
| 14     | Denemarken  | Reiley                    | Breaking my heart      | Engels             | 6      |
| 15     | Roemenië    | Theodor Andrei            | D.G.T. (off and on)    | Engels en Roemeens | 0      |
| 16     | San Marino  | Piqued Jacks              | Like an animal         | Engels             | 0      |

 Gekwalificeerd voor de finale

### Finale
Vakjury en televotepubliek kiezen regelmatig verschillende winnaars. Echter, tijdens de editie 2023 was het verschil opvallend groter dan gebruikelijk. De Zweedse inzending, Loreen, wist de jury te overtuigen en behaalde 340 punten, terwijl Israël met 177 punten op de tweede plaats eindigde. Daarentegen werd Finland de duidelijke favoriet bij het televotepubliek, met 376 punten, terwijl Zweden achterbleef met 243 punten.
Niet alleen bij de winnaars waren er grote verschillen, maar ook bij andere landen was dit het geval. Alessandra uit Noorwegen werd bijvoorbeeld door de vakjury op de zeventiende plaats gezet met 52 punten, terwijl het publiek haar op de derde plaats plaatste met 216 punten. Na afloop van het Eurovisiesongfestival riep Martin Phillip Fjellanger, oprichter van Eurovisie Noorwegen, op tot heroverweging van het jurysysteem en het onderzoeken van mogelijke hervormingen.
| Plaats | Land                | Artiest                   | Lied                   | Taal                | Jury | Publiek | Totaal |
| ------ | ------------------- | ------------------------- | ---------------------- | ------------------- | ---- | ------- | ------ |
| 1      | Zweden              | Loreen                    | Tattoo                 | Engels              | 340  | 243     | 583    |
| 2      | Finland             | Käärijä                   | Cha cha cha            | Fins                | 150  | 376     | 526    |
| 3      | Israël              | Noa Kirel                 | Unicorn                | Engels              | 177  | 185     | 362    |
| 4      | Italië              | Marco Mengoni             | Due vite               | Italiaans           | 176  | 174     | 350    |
| 5      | Noorwegen           | Alessandra                | Queen of kings         | Engels              | 52   | 216     | 268    |
| 6      | Oekraïne            | TVORCHI                   | Heart of steel         | Engels en Oekraïens | 54   | 189     | 243    |
| 7      | België              | Gustaph                   | Because of you         | Engels              | 127  | 55      | 182    |
| 8      | Estland             | Alika                     | Bridges                | Engels              | 146  | 22      | 168    |
| 9      | Australië           | Voyager                   | Promise                | Engels              | 130  | 21      | 151    |
| 10     | Tsjechië            | Vesna                     | My sister's crown      | Viertalig           | 95   | 35      | 129    |
| 11     | Litouwen            | Monika Linkytė            | Stay                   | Engels en Litouws   | 81   | 46      | 127    |
| 12     | Cyprus              | Andrew Lambrou            | Break a broken heart   | Engels              | 68   | 58      | 126    |
| 13     | Kroatië             | Let 3                     | Mama ŠČ!               | Kroatisch           | 11   | 112     | 123    |
| 14     | Armenië             | Brunette                  | Future lover           | Engels en Armeens   | 69   | 53      | 122    |
| 15     | Oostenrijk          | Teya & Salena             | Who the hell is Edgar? | Engels              | 104  | 16      | 120    |
| 16     | Frankrijk           | La Zarra                  | Évidemment             | Frans               | 54   | 50      | 104    |
| 17     | Spanje              | Blanca Paloma             | Eaea                   | Spaans              | 95   | 5       | 100    |
| 18     | Moldavië            | Pasha Parfeny             | Soarele şi luna        | Roemeens            | 20   | 76      | 96     |
| 19     | Polen               | Blanka                    | Solo                   | Engels              | 12   | 81      | 93     |
| 20     | Zwitserland         | Remo Forrer               | Watergun               | Engels              | 61   | 31      | 92     |
| 21     | Slovenië            | Joker Out                 | Carpe diem             | Sloveens            | 33   | 45      | 78     |
| 22     | Albanië             | Albina & Familja Kelmendi | Duje                   | Albanees            | 17   | 59      | 76     |
| 23     | Portugal            | Mimicat                   | Ai coração             | Portugees           | 43   | 16      | 59     |
| 24     | Servië              | Luke Black                | Samo mi se spava       | Servisch en Engels  | 14   | 16      | 30     |
| 25     | Verenigd Koninkrijk | Mae Muller                | I wrote a song         | Engels              | 15   | 9       | 24     |
| 26     | Duitsland           | Lord of the Lost          | Blood & glitter        | Engels              | 3    | 15      | 18     |

## Wijzigingen

Deelnemende landen
Landen die zich niet kwalificeerden voor de finale
Landen die in het verleden deelgenomen hebben, maar in 2023 afwezig waren

### Terugtrekkende landen
- Bulgarije – De Bulgaarse Nationale Televisie besloot niet deel te nemen aan het Eurovisiesongfestival 2023 vanwege financiële moeilijkheden.[13]
- Montenegro – RTCG haakte eveneens af vanwege financiële problemen.[14]
- Noord-Macedonië – Ook de Macedonische openbare omroep zag af van deelname wegens financiële problemen.[15]

## Terugkerende artiesten
| Land     | Artiest        | Plaats | Eerdere deelname                         | Plaats toen |
| -------- | -------------- | ------ | ---------------------------------------- | ----------- |
| Italië   | Marco Mengoni  | 4      | Italië 2013                              | 7           |
| Litouwen | Monika Linkytė | 11     | Litouwen 2015 (samen met Vaidas Baumila) | 18          |
| Moldavië | Pasha Parfeny  | 18     | Moldavië 2012                            | 11          |
| Zweden   | Loreen         | 1      | Zweden 2012                              | 1           |

## Puntengevers
Elk deelnemend land heeft zijn eigen door het land zelf samengestelde jury. Hieronder een lijst van de namen van de personen die tijdens het Eurovisiesongfestival namens de jury van hun land de punten in de live-uitzending bekendmaakten.
- Albanië: Andri Xhahu
- Armenië: Maléna (winnaar Junior Eurovisiesongfestival 2021)
- Australië: Catherine Martin
- Azerbeidzjan: Narmin Salmanova
- België: Bart Cannaerts
- Cyprus: Loukas Hamatsos
- Denemarken: Tina Müller
- Duitsland: Elton
- Estland: Ragnar Klavan
- Finland: Bess
- Frankrijk: Anggun (deelnemer Eurovisiesongfestival 2012)
- Georgië:  Archil Sulakvelidze (deelnemer Eurovisiesongfestival 2022)
- Griekenland: Fotis Sergoulopoulos
- Ierland: Niamh Kavanagh (winnaar Eurovisiesongfestival 1993
- IJsland:  Einar Stefánsson (deelnemer Eurovisiesongfestival 2019)
- Israël: Ilanit (deelnemer Eurovisiesongfestival 1973 en 1977)
- Italië: Kaze
- Kroatië: Maja Ciglenečki
- Letland: Jānis Pētersons (deelnemer Eurovisiesongfestival 2022)
- Litouwen: Monika Liu (deelnemer Eurovisiesongfestival 2022)
- Malta: Ryan Hili
- Moldavië: Doina Stimpovstsji
- Nederland: S10 (deelnemer Eurovisiesongfestival 2022)
- Noorwegen: Ben Adams (deelnemer Eurovisiesongfestival 2022)
- Oekraïne: Zlata Ohnevytsj (deelnemer Eurovisiesongfestival 2013)
- Oostenrijk: Philipp Hansa
- Polen: Ida Nowakowska (presentatrice Junior Eurovisiesongfestival 2019 en 2020)
- Portugal: Maro (deelnemer Eurovisiesongfestival 2022)
- Roemenië: Eda Marcus
- San Marino: John Kennedy O'Connor
- Servië: Dragana Kosjerina
- Slovenië: Melani Mekicar
- Spanje: Ruth Lorenzo (deelnemer Eurovisiesongfestival 2014)
- Tsjechië: Radka Rosická
- Verenigd Koninkrijk: Catherine Tate
- Zweden: Farah Abadi
- Zwitserland: Chiara Dubey